# Het riool der verschrikking
Het riool der verschrikking (Pools: Kanał) is een Poolse dramafilm uit 1957 onder regie van Andrzej Wajda. De film gaat over een groep verzetsstrijders die tijdens de opstand van Warschau (1944) uit de handen van de nazi's proberen te blijven. Voor de film won Wajda de Prix du jury van het Filmfestival van Cannes 1957.

## Verhaal
Tijdens de laatste dagen van de opstand van Warschau komt de 43 man tellende compagnie onder leiding van Zadra ingesloten te zitten tussen de Duitsers. De enige manier om niet ten prooi te vallen aan de oprukkende Duitsers, lijkt het ondergrondse rioolsysteem te zijn.

## Rolverdeling
| Acteur              | Personage   |
| ------------------- | ----------- |
| Teresa Izewska      | "Stokrotka" |
| Tadeusz Janczar     | "Korab"     |
| Wienczyslaw Glinski | "Zadra"     |
| Tadeusz Gwiazdowski | "Kula"      |
| Stanislaw Mikulski  | "Smukly"    |
| Emil Karewicz       | "Madry"     |
| Vladek Sheybal      | Michal      |
| Teresa Berezowska   | Halinka     |

## Prijzen
- 1957 - Złota Kaczka voor film van het jaar.
- 1957 - Prix du jury